# Pertenidor
Un pertenidor és una mena d'ànima en pena propi de la mitologia catalana. Localitzats a la Vall de Lord i al Solsonès en general, els pertenidors volten errants per la terra i repeteixen en planys allò que van sentint. Segons Joan Amades, els pertenidors són la personificació del ressò, per la qual cosa cal no cridar ni parlar fort allà on la veu ressoni per tal de no fer-los patir.